# GDRN (album)
GDRN è il secondo album in studio della cantante islandese eponima, pubblicato il 21 febbraio 2020 dalla Les Frères Stefson e Sony A/S.
È stato candidato per l'Íslensku tónlistarverðlaunin all'album pop dell'anno.

## Tracce
Testi di Guðrún Ýr Eyfjörð Jóhannesdóttir, musiche di Guðrún Ýr Eyfjörð Jóhannesdóttir, Arnar Ingi Ingason e Magnús Jóhann Ragnarsson, eccetto dove indicato.
1. Vorið – 4:18 (testo: Guðrún Ýr Eyfjörð Jóhannesdóttir, Arnar Ingi Ingason – musica: Guðrún Ýr Eyfjörð Jóhannesdóttir, Magnús Jóhann Ragnarsson)
2. Af og til – 2:38
3. Upp – 4:19 (musica: Guðrún Ýr Eyfjörð Jóhannesdóttir, Magnús Jóhann Ragnarsson)
4. Hugarró – 3:28
5. Höfin – 2:49 (testo: Guðrún Ýr Eyfjörð Jóhannesdóttir, Magnús Jóhann Ragnarsson)
6. Sama hvað – 3:38
7. Áfram – 3:42 (musica: Guðrún Ýr Eyfjörð Jóhannesdóttir, Arnar Ingi Ingason)
8. Augnablik – 2:53 (testo: Guðrún Ýr Eyfjörð Jóhannesdóttir, Arnar Ingi Ingason – musica: Guðrún Ýr Eyfjörð Jóhannesdóttir, Arnar Ingi Ingason)
9. Trúðu mér – 3:43 (musica: Guðrún Ýr Eyfjörð Jóhannesdóttir, Arnar Ingi Ingason)
10. Áður en dagur rís – 3:53 (testo: Guðrún Ýr Eyfjörð Jóhannesdóttir, Arnar Ingi Ingason)

## Formazione
Hanno partecipato alle registrazioni, secondo le note di copertina:
- GDRN – voce, chitarra (traccia 9), produzione
- Magnús Jóhann Ragnarsson – pianoforte (tracce 1, 4-6, 8-10), organo (tracce 1 e 5), sintetizzatore (tracce 1-3, 5, 6, 8-10), percussioni (tracce 1 e 5), vocoder (tracce 2 e 3), produzione (tracce 1-6 e 9)
- Arnar Ingi Ingason – cori (tracce 1, 2, 6, 9 e 10), sintetizzatore (tracce 1, 2, 7 e 9), percussioni (traccia 1), chitarra (tracce 2, 4, 5 e 8), basso (tracce 2, 4, 5, 8 e 9), flicorno soprano (traccia 8), batteria e organo (traccia 9), produzione (tracce 2, 4-10)
- Reynir Snær Magnússon – chitarra (tracce 2, 4 e 7)
- Rögnvaldur Borgþórsson – chitarra (traccia 2)
- Bjarni Frímann Bjarnason – arrangiamento (traccia 6), violino (tracce 6 e 8)
- Matthildur Hafliðadóttir – cori (traccia 6)
- Andri Ólafsson – basso (tracce 6 e 10)
- Magnús Trygvason Eliassen – batteria (tracce 6 e 8)
- Sigríður Thorlacius – cori (traccia 8)
- Birnir Sigurðarson – cori (traccia 10)
- Bergur Einar Dagbjartsson – batteria e percussioni (traccia 10)
- Rögnvaldur Borgþórsson – chitarra (traccia 10)

## Classifiche

### Classifiche settimanali
| Classifica (2020) | Posizione massima |
| ----------------- | ----------------- |
| Islanda           | 1                 |

### Classifiche di fine anno
| Classifica (2020) | Posizione |
| ----------------- | --------- |
| Islanda           | 9         |
| Classifica (2021) | Posizione |
| Islanda           | 32        |
| Classifica (2022) | Posizione |
| Islanda           | 94        |